# La Grande Bouffe
La Grande Bouffe (en italià La grande abbuffata) és una pel·lícula franco-italiana dirigida per Marco Ferreri el 1973. Presentada en competició al 26è Festival Internacional de Cinema de Canes, va guanyar el Premi FIPRESCI, empatat amb La Maman et la Putain  de Jean Eustache. Es tracta d'una sàtira sobre el consumisme i la decadència de la burgesia; la pel·lícula explica la història d'un grup d'amics que decideixen menjar fins a la mort. Molt controvertida quan es va estrenar, des d'aleshores s'ha convertit en una pel·lícula de culte.

## Argument
Quatre homes, en ple hivern, cansats de les seves vides avorrides i dels seus desitjos incomplerts, decideixen tancar-se en una vil·la per al que anomenen un "seminari gastronòmic". De fet, es dediquen a un suïcidi col·lectiu menjant fins a morir. Els quatre actors principals van mantenir els seus noms reals per interpretar llurs personatges.

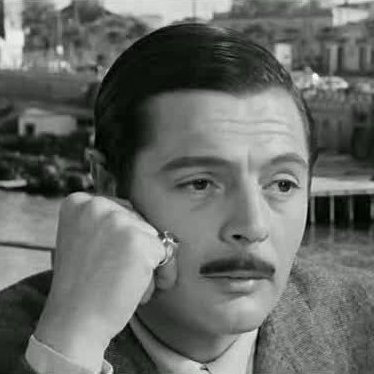
Marcello

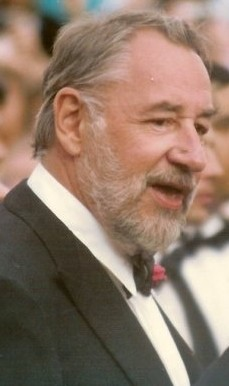
Philippe

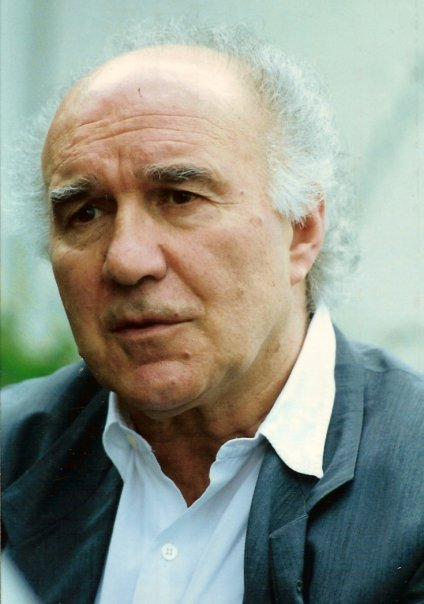
Michel

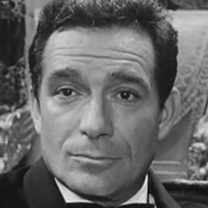
Ugo

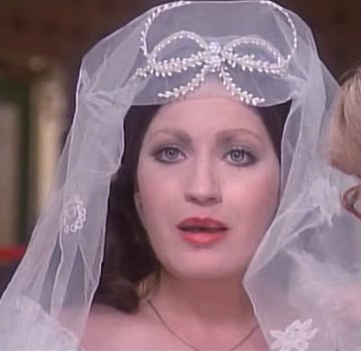
Andrea

El primer protagonista, propietari del restaurant “Le biscuit à soup” i gran xef, es diu Ugo. Destaca en la imitació de Don Vito Corleone. Decideix suïcidar-se probablement per molts malentesos amb la seva dona. El segon és Philippe, un magistrat destacat que encara viu amb la seva mainadera, Nicole. Aquesta última el sobreprotegeix i li impedeix tenir relacions sexuals amb altres dones, substituint-les per satisfer les necessitats sexuals del jutge. El tercer personatge és Marcello, pilot d'avió de la companyia Alitalia; un veritable depredador sexual, és destruït psicològicament pel fet que s'ha tornat impotent. El quart personatge és Michel, un productor i presentador de televisió amb una personalitat efeminada, divorciat i cansat de la seva vida monòtona.
Després d'acomiadar-se, els quatre còmplices se'n van en cotxe fins a la vil·la, propietat de Philippe, en la qual el vell criat, Hèctor, ja ho ha preparat tot per a la gran festa sense saber, ell mateix, que volen morir. A la vil·la, un ambaixador xinès espera que Philippe li regali una antiga obra d'art xinesa; la rebutja educadament. La vil·la aïllada al 16è districte de París està esquitxada d'obres d'art suggerents, tant al parc com a l'interior.
Un cop sols, aquests quatre burgesos cansats comencen la seva festa frenètica (en una escena veiem a Marcello i a l'Ugo competint per veure qui es menjarà les ostres més ràpid, mentre passen velles diapositives eròtiques). Els interromp l'arribada d'una professora, Andrea, que vol ensenyar a la seva classe el jardí de la vil·la per veure el famós "tilleul de Boileau", "arbre sota el qual s'asseia el poeta francès per trobar inspiració". Els quatre amics accepten espontàniament i li ofereixen menjar. Com que l'Andrea és una jove mestra exuberant, la conviden a sopar el mateix vespre. De fet, sota l'impuls de Marcello, els quatre homes pensen a convidar dones, però Philippe és el més reticent.
L'Ugo és l'encarregat de preparar els plats mentre Marcello porta tres prostitutes. Michel, que sembla haver estat educat d'una manera molt estricta durant la seva infantesa, es prohibeix flatular tot i que pateix aerofàgia. Els seus amics l'ajuden a descongestionar i flatular.
Espantades pel gir dels esdeveniments, les prostitutes fugen una darrere l'altra i només queda Andrea que, fascinada, ha endevinat l'empresa suïcida dels protagonistes. Designada pels quatre homes com a "dona" a diferència de les "noies", acompanyarà les protagonistes de manera materna fins a la seva mort.
En Marcello, enfadat quan s'adona que menjar massa el deixa impotent, va al lavabo quan esclaten les canonades sanitàries bloquejades. La casa està inundada d'excrements. En Michel està absolutament horroritzat per això, cosa que fa riure en Ugo.
El primer a morir és Marcello. Exasperat per la seva impotència, decideix sortir de casa durant la nit, enmig d'una tempesta de neu a bord d'un Bugatti Type 37 A dels anys 20 guardat al garatge de la vil·la. Els seus amics el troben l'endemà al matí, mort, víctima d'hipotèrmia. Per consell de Philippe (la seva funció de jutge li prohibeix, encara més que els altres, amagar un cadàver), el seu cos és traslladat a la cambra frigorífica de la casa, equipada amb un finestral.
Després de Marcello, és el torn de Michel, víctima d'una indigestió fins a tal punt que no pot ni aixecar les cames i ballar, el seu passatemps preferit. Després de tocar el piano una última vegada, cada cop més fort per intentar tapar-se els pets, s'aixeca, s'enfonsa a la barana, es buida, i finalment s'ensorra a la terrassa rígidament mort. Els seus amics el van posar amb Marcello a la cambra frigorífica.
Poc després, és l'Ugo qui s'ofega amb un plat format per tres tipus de fetges diferents en forma de cúpula de Sant Pere, que ell mateix ha preparat. Per consell de l'Andrea, l'Ugo continua exposat a la taula de la cuina, el seu "regne" com a restaurador.
L'últim "en marxar" és el diabètic Philippe. Al banc, sota el til·ler Boileau, després de menjar-se un pastís en forma de parell de pits, preparat per Andréa, Philippe mor als seus braços. La pel·lícula acaba amb els gossos que han envaït el jardí, atrets per la carn deixada pels suïcides.

## Repartiment
- Marcello Mastroianni : Marcello
- Philippe Noiret : Philippe
- Michel Piccoli : Michel
- Ugo Tognazzi : Ugo
- Andréa Ferréol : Andréa
- Monique Chaumette : Madeleine
- Florence Giorgetti : Anne
- Solange Blondeau : Danielle
- Michèle Alexandre : Nicole
- Cordelia Piccoli : Barbara
- Henri Piccoli : Hector
- Bernard Menez : Pierre
- Louis Navarre : Braguti
- Rita Scherrer : Anulka
- Maurice Dorléac : Actor
- Jérôme Richard : Actor
- Eva Simonet : la secretària
- James Campbell : Zack
- Gérard Boucaron : el xofer
- Simon Tchao : el delegat de l'Ambaixada de la Xina
- Patricia Milochevitch : Mini
- Giuseppe Maffioli : el xef
- Mario Vulpani : un copilot

## Producció

### Preproducció
La pel·lícula és una crítica ferotge a la societat de consum, a l'alienació que comporta conduir a abusos i excessos de tota mena, fins a l'autodestrucció. Aquest tema va néixer en la ment del mestre italià durant un dels grans sopars organitzats per Jean-Pierre Rassam i els germans Philippe i Alain Sarde.

### Duo Ferreri / Mastroianni
Després de La Grande Bouffe, el duo va participa el 1974 a Touche pas à la femme blanche !, el 1977 a Adéu al mascle i el 1983 a Storia di Piera.

### Rodatge
La pel·lícula està rodada en una vil·la a París, 60-66 Rue Boileau al 16è districte de París (ubicació de l'actual Ambaixada del Vietnam) el febrer de 1973.
Els plats que es presenten a la pel·lícula provenen del famós càtering parisenc Fauchon.
L'any 2014, al programa de France Culture « On ne parle pas la bouche pleine », Andréa Ferréol parla del rodatge d'aquesta pel·lícula, afirmant que Ferreri li va demanar que en dos mesos guanyés 25 quilos per aconseguir el paper, cosa que l'obligava a prendre cinc àpats cada dia.

## Anàlisi
A Marco Ferreri se l'ha comparat sovint amb el cineasta espanyol Luis Buñuel pel seu gust per explorar els vicis i la manca de virtut de la burgesia de l'època, alhora que li donava molta ironia.
La Grande Bouffe és una pel·lícula moralista, una pel·lícula tràgico-burlesca, una farsa grandiosa i fúnebre, que va provocar un escàndol rar en el cinema francès. En un article titulat « La Grande Bouffe - le ventre, la merde, la mort », Vincent Teixeira comenta :
| « | La sàtira de Ferreri, a qui li agrada ofendre la moral burgesa representant els seus vicis, és una càrrega ferotge contra la societat de consum, el malbaratament, l’egoisme, la carn humana en perdició, poder, comerç. Denuncia d'una societat on una classe social, que no menja per viure, sinó que viu per menjar, una societat preocupada pel seu únic gaudi (el sexe i la gola), egoista i indiferent a l'exterior. Càrrega metafòrica contra la mort i la decadència d'aquesta societat, que també s'acobla a una dimensió tant física com metafísica, sobre els temes del menjar, la mort, la merda, però també el confinament, la pèrdua dels ideals, l'avorriment, l'angoixa, la solitud. | » |

Ferreri, que havia estudiat veterinària, va descriure el seu film com "una farsa fisiològica", "una història de quatre màquines fisiològiques", que descriu la part animal de l'home. De fet, els quatre amics es comporten com porcs, com gossos, que envaeixen el jardí al final de la pel·lícula.
La mort de cada personatge, molt reveladora de cadascuna de les seves neurosis, es mostra també segons un realisme quasi mèdic; però des d'un punt de vista artístic, Jean Douchet també creu que assistim a "quatre belles morts d'actors".
El director estatunidenc Mark Pellington va dir que es va inspirar en La Grande Bouffe per a la seva pel·lícula I Melt with You estrenada el 2011.

## Recepció crítica
El 1972, el comitè de selecció del festival de Canes va jutjar les pel·lícules franceses mediocres i va decidir per a l'any següent presentar tres pel·lícules més agosarades, El planeta fantàstic, La Maman et la Putain i la pel·lícula franco-italiana de Marco Ferreri. Aquesta elecció no va sers apreciada per la presidenta del jurat, Ingrid Bergman, per a qui les dues últimes pel·lícules són les «pel·lícules més sòrdides i vulgars del Festival».
La pel·lícula va ser molt controvertida quan es va estrenar. Mostrada com a crítica de la societat de consum sota l'aparença d'una comèdia boja, va provocar un escàndol al Festival de Canes l'any 1973, sobretot perquè va denunciar indirectament l'esplendor i l'abundància que portaven en el seu apogeu durant la trobada a Canes. Esbroncat a Canes durant la presentació de la pel·lícula, Philippe Noiret respon a les crítiques:
| « | Estàvem donant un mirall a la gent i no els agradava veure's a ells mateixos. Això és indicatiu d'una gran porqueria. | » |

El crític Claude-Marie Trémois de Télérama escriu: 
| « | Obscena i escatològica, amb una complaença que fa vomitar, aquesta pel·lícula és la d'un pacient que menysprea tant els espectadors que només pot alegrar-se dels esbroncats que el van saludar a ell i als seus intèrprets quan van sortir de la projecció. | » |

François Chalais d'Europa 1 declara que 
| « | El festival ha viscut el seu dia més degradant i França la seva més sinistra humiliació. | » |

Jean Cau, per Paris Match, s'exclama al seu article « La Grande Bouffe et vomir » :
| « | Vergonya per als productors […], vergonya per als actors que han acceptat revolcar-se, mirant […] en un fang que mai deixarà d'enganxar-se a la pell. Vergonya el meu país, França, que va acceptar enviar aquesta cosa a Canes per representar els nostres colors […]. Vergonya, finalment, pel nostre temps la feblesa del qual tolera, finança, encoratja, devora i s'empassa tals munts d'excrements. | » |

El crític Pascal Bonitzer considera que la pel·lícula és una acusació contra la burgesia capitalista: 
| « | la petita burgesia intel·lectual es tranquil·litza així —assenyalant metafòricament la mort i la decadència de la burgesia des d'un punt d'excés impossible. per la seva pròpia continuïtat transhistòrica | » |

 Per Cahiers du cinéma, la subversió i el xoc dels temes evocats a la pel·lícula s'han d'integrar en una "trilogia de la degradació" amb L'últim tango a París de Bernardo Bertolucci el 1972 i La Maman et la Putain de Jean Eustache el 1973.
El 2003, Trudy Bolter va escriure:
| « | La pel·lícula que dona una visió apocalíptica de la decadència a causa de l'excés (està salpicada d'escenes de vòmits, pets, masturbació o fel·lacions, la competència de la bulímia és tant sexual com alimentària) no és gaire tranquil·litzadora i pot haver provocat gran por entre la gent benpensant. | » |

Per Gérard Lefort :
| « | Avui, La Grande Bouffe seria menys impactant, ves. Crec que la provocació, a la televisió i a les xarxes socials, s'organitza com un sistema que anestesia la provocació. La pel·lícula de Ferreri va ser un crit! | » |

## Premis i honors
- La pel·lícula va rebre el Premi FIPRESCI (premi de la crítica internacional) al Festival de Cinema de Canes el 1973, empatat amb La Maman et la Putain.